# Horst Störmer
Pour les articles homonymes, voir Störmer.
Horst Ludwig Störmer (6 avril 1949 à Francfort-sur-le-Main, Allemagne) est un physicien allemand. En 1998, il a reçu, conjointement avec Robert B. Laughlin et Daniel Tsui, le prix Nobel de physique pour ses travaux sur l'effet Hall quantique fractionnaire.

## Biographie
Horst Störmer grandit avec son frère Heinz à Dreieich. Il veut commencer des études d'architecture à l'université polytechnique de Darmstadt après son bac, mais, les délais d'inscription n'ayant pas été respectés, il s'inscrit en génie civil. Il constate qu'il n'est pas doué pour cette matière et change d'université.
À l'Université Johann Wolfgang Goethe de Francfort-sur-le-Main, il manque également la date d'inscription pour les études de physique, et commence à étudier les mathématiques. Il se réoriente l'année suivante en physique. Après le diplôme en 1974 de la chaire Werner Martienssen, avec le professeur Eckardt Hoenig, à l'époque où Gerd Binnig travaille dans l'équipe, il passe par le laboratoire du professeur Hans-Joachim Queisser, à Grenoble. Il travaille ensuite aux Laboratoires Bell à Murray Hill, New Jersey, comme chercheur post-doctoral. Il obtient en 1978 un emploi permanent. En 1983, il est nommé responsable du laboratoire pour les caractéristiques optiques et électroniques des corps solides, puis devient directeur du laboratoire de physique (1992). Il reçoit en 1984 le prix Oliver E. Buckley de la matière condensée décerné par l'American Physical Society.
Il est marié avec Dominique Parchet, rencontrée à Grenoble, et qui travaille aux Nations unies.

## La carrière
Horst Störmer travaille sur les gaz bi-dimensionnels. Il contribue à l'élaboration de l’idée de « dotation de modulation » dès la première semaine. Il reçoit, quelques mois plus tard, un emploi permanent dans les laboratoires Bell. En analysant l'une des puces possédant la « dotation de modulation » dans le laboratoire des champs magnétiques intenses du Massachusetts Institute of Technology en collaboration avec Daniel Tsui, à la recherche d’indices de l'existence d’un hypothétique cristal d'électrons, ils découvrent l’effet Hall quantique fractionnaire.
Lui, Horst L. Störmer et Daniel Tsui sont co-lauréats du prix Nobel de physique de 1998 « pour leurs découvertes d'une nouvelle forme de liquide quantique possédant des excitations de charges fractionnaires ».

## Publications
- Magnetolumineszenz von Elektron-Loch-Tropfen in Geranium, Stuttgart, Univ., Diss., 1977